# لوب جانبی

یک الگوی تابش آنتن جهت دار معمولی که در سیستم مختصات قطبی نشان داده شده‌است. در این تصویر لوب اصلی، لوب‌های جانبی و لوب عقب (لوب جانبی قرار گرفته در مقابل لوب اصلی) نشان داده شده‌اند. فاصله شعاعی از مرکز نشان دهنده قدرت سیگنال است.

در مهندسی آنتن، لوب‌های جانبی (به انگلیسی: Side lobe)، لوب‌های الگوی تابش میدان دور آنتن و دیگر منابع تشعشعی، غیر از لوب اصلی هستند. منظور از "لوب"، شکلی شبیه به لاله گوش است.

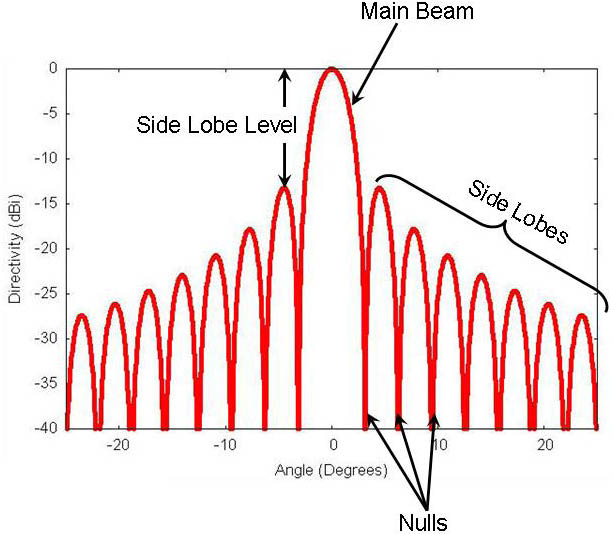
الگوی تابش یک آنتن معمولی در مختصات دکارتی. لوب یا پرتو اصلی، و لوب‌های جانبی در آن نشان داده شده‌است.

الگوی تابش اکثر آنتن‌ها الگویی از "لوب هاً را در زوایای مختلف نشان می‌دهد. جهاتی که قدرت سیگنال تابش شده به حداکثر می‌رسد، با "null"هایی از هم جدا می‌شوند. این Nullها زاویه‌هایی هستند که در آن قدرت سیگنال تابشی به صفر می‌رسد (Null به معنای صفر، بی‌ارزش و تهی می‌باشد). این موضوع را می‌توان به عنوان الگوی پراش آنتن مشاهده کرد. در یک آنتن جهت دار که هدف تابش امواج رادیویی فقط در یک جهت خاص است، لوب در آن جهت طوری طراحی می‌شود که بیشترین قدرت میدان را داشته باشد و به آن لوب اصلی می‌گویند. به سایر لوب‌ها، "لوب‌های جانبی" گفته می‌شود، و معمولاً نشان دهنده تابش‌های ناخواسته در جهات ناخواسته است. لوب جانبی قرار گرفته دقیقاً در پشت لوب اصلی، "بک لوب" یا "لوب عقب" خوانده می‌شود. هر چه طول آنتن نسبت به طول موج رادیویی بیشتر باشد، الگوی تابش، لوب‌های بیشتری خواهد داشت. در آنتن‌های فرستنده، لوب‌های جانبی بیش از حد، باعث هدر رفت انرژی می‌شود و ممکن است برای سایر تجهیزات تداخل ایجاد کند. عیب دیگر این است که ممکن است اطلاعات محرمانه توسط گیرنده‌های ناخواسته جمع‌آوری شود. در آنتن‌های گیرنده، لوب‌های جانبی ممکن است سیگنال‌های مداخله گر را دریافت کند، و سطح نویز را در گیرنده افزایش دهد.